# WikiTaxi
WikiTaxi(ウィキタクシー)とは、Wikipediaのダンプデータをインポートして、ローカルで閲覧できるソフト。WikipediaのデータベースのダウンロードについてはWikipedia:データベースダウンロードを参照。

## 概要
Wikipediaに限らず、ウィキメディア財団に登録されている全ウィキメディア・プロジェクトのダンプデータに対応している。
まず、閲覧するにはダンプデータをダウンロードし、同梱されている「WikiTaxi Importer」を使用し、WikiTaxi専用のデータに変換する必要がある。
起動時にインポート済みのデータを選択する画面が表示される。フォルダまたはファイルを参照して開く。開くとインポートされた記事からランダムで選択され表示される。
画面上部にMediaWikiの「表示」「検索」と同様の機能がある。入力された文字列と同じ名前の記事がある場合、その記事が表示される。大文字、小文字だけの違いで同じ記事名がある場合は「Full Matches」内に同名の記事の一覧が表示される。
入力された文字列と同じ名前の記事がない場合はソフト独自の検索エンジンを使用して記事を検索する。検索結果は「Partial Matches」内に検索結果が表示される。
記事のウィキテキスト(ソース)も閲覧できる。「Wiki Source」タブを選択すると記事名とその下にソースが表示される。なお、ソースはコピー・アンド・ペーストができない。
なお、名前空間の柔軟な対応はできない(「Category:」→「カテゴリ:」など)。ウィキペディア日本語版では名前空間変更の議論が生じたため、記事のリンクの貼り付け方によっては「not found」と表示され表示できない場合がある。
最新のバージョンでは数式のレンダリングにも対応している。「Options」→「Show Math Formulas (slow)」を選択すると数式がレンダリングされる。
また、テンプレートの解説表示にも対応するようになった。

## その他対応している機能
- リダイレクト(「転送」表記の場合やリダイレクト先がない場合はリダイレクトページが表示される)
- 年や日付関連のマジックワード
- 外部リンクをクリックすると(Webブラウザを起動してリンク先のページを表示する)[3]

## その他対応していない機能
- ウィキ間リンク及び言語間リンク
- マルチメディア(ソースがそのまま表示される)

## WikiTaxiの機能
- おまかせ表示(Random Page)
- 閲覧中の記事をWikipediaで見る(Webブラウザを起動して表示)[3]
- 使用フォントの変更

## その他
- 目次はセクション数が4つ以下でも原則表示(__NOTOC__指定があれば表示しない)

## 注記
- 現在日本語のサポートはされていない。その関係で検索時に一部の文字列が文字化けする場合がある。また、マークアップ内のスタイル指定の解釈が違うことからスタイル崩れを起こしているページもある。
- ダンプデータ自体の不具合から、異常な表示をするページ、または表示すらできないページがある。